# Мајлан (Мисури)
Мајлан (енгл. Milan) град је у америчкој савезној држави Мисури.

## Демографија
По попису из 2010. године број становника је 1.960, што је 2 (0,1%) становника више него 2000. године.
| Група             | 2000.         | 2010.         |
| Белци             | 1.510 (77,1%) | 1.041 (53,1%) |
| Афроамериканци    | 2 (0,1%)      | 11 (0,6%)     |
| Азијати           | 3 (0,2%)      | 6 (0,3%)      |
| Хиспаноамериканци | 428 (21,9%)   | 888 (45,3%)   |
| Укупно            | 1.958         | 1.960         |